# Ben Barnicoat
Ben George Barnicoat (Chesterfield, Derbyshire, 20 de diciembre de 1996) es un piloto de automovilismo británico. Su mayor logro ha sido la obtención del título de la clase GTD Pro de IMSA SportsCar Championship en 2023. 

## Carrera deportiva

### Inicios
Barnicoat comenzó su carrera en el automovilismo en el karting a la edad de nueve años. En 2007 se convirtió en campeón en el WTP Cadet Open y el Motors TV Cadet Karting Championship. También se convirtió en vicecampeón de la WTP "Little Green Man". En 2008 pasó a la categoría KF3, en la que compitió en el MSA Formula Kart Starts, en el que ocupó el cuarto lugar, y el Kartmasters GP, en el que terminó séptimo. En 2009 ganó tanto el Kartmasters GP como el Formula Kart Stars y quedó segundo en el Super One Junior Championship. En 2012 también se proclamó campeón del Campeonato de Europa CIK-FIA KF2.
A finales de 2013, Barnicoat hizo su debut en las carreras de fórmula, compitiendo en la Copa de Otoño Protyre Formula Renault para el equipo Fortec Motorsports. Ganó el campeonato con dos victorias y un segundo lugar.
En 2014, Barnicoat condujo a tiempo completo en la Copa de Europa del Norte de Fórmula Renault para Fortec. Con dos victorias en el Hockenheimring y el Autódromo de Most, se convirtió en campeón con 258 puntos, que por poco logró mantenerse por delante de Louis Delétraz. Además, también condujo tres fines de semana de carreras para el equipo en la Fórmula Renault 2.0 Alpes, donde terminó decimocuarto en el campeonato con 32 puntos con un cuarto puesto en Spa-Francorchamps como mejor resultado. También regresó a la Fórmula Renault de Protyre, donde solo compitió en el Rockingham Motor Speedway el primer fin de semana de carrera y terminó quinto en todas las carreras. Finalmente, condujo como piloto invitado en el último fin de semana de la Eurocopa de Fórmula Renault en el Circuito de Jerez, pero no terminó en ninguna carrera.
En 2015, Barnicoat continuó conduciendo para Fortec, pero ahora cambió a tiempo completo a la Eurocopa de Fórmula Renault Tuvo un comienzo de temporada difícil, pero con tres victorias en Nürburgring, el Circuit Bugatti y el Circuito Permanente de Jerez en la segunda mitad de la temporada, logró terminar cuarto en el campeonato detrás de Jack Aitken, Louis Delétraz y Kevin Jörg con 174. puntos. Además, participó como piloto invitado en tres fines de semana de carrera de la Fórmula Renault 2.0 Alpes, en los que logró ganar la última carrera en Jerez. Para cerrar la temporada, hizo su debut en el BRDC Formula 4 Autumn Trophy y se convirtió en campeón con tres victorias en ocho carreras.
En 2016, Barnicoat ascendió al Campeonato Europeo de Fórmula 3 de la FIA. Originalmente firmó con el equipo Prema Powerteam, pero luego se cambió al equipo que regresaba Hitech GP. A pesar de obtener dos victorias y un noveno puesto en el campeonato, este fue el último año de Barnicoat en monoplazas.

### Deportivos y resistencia

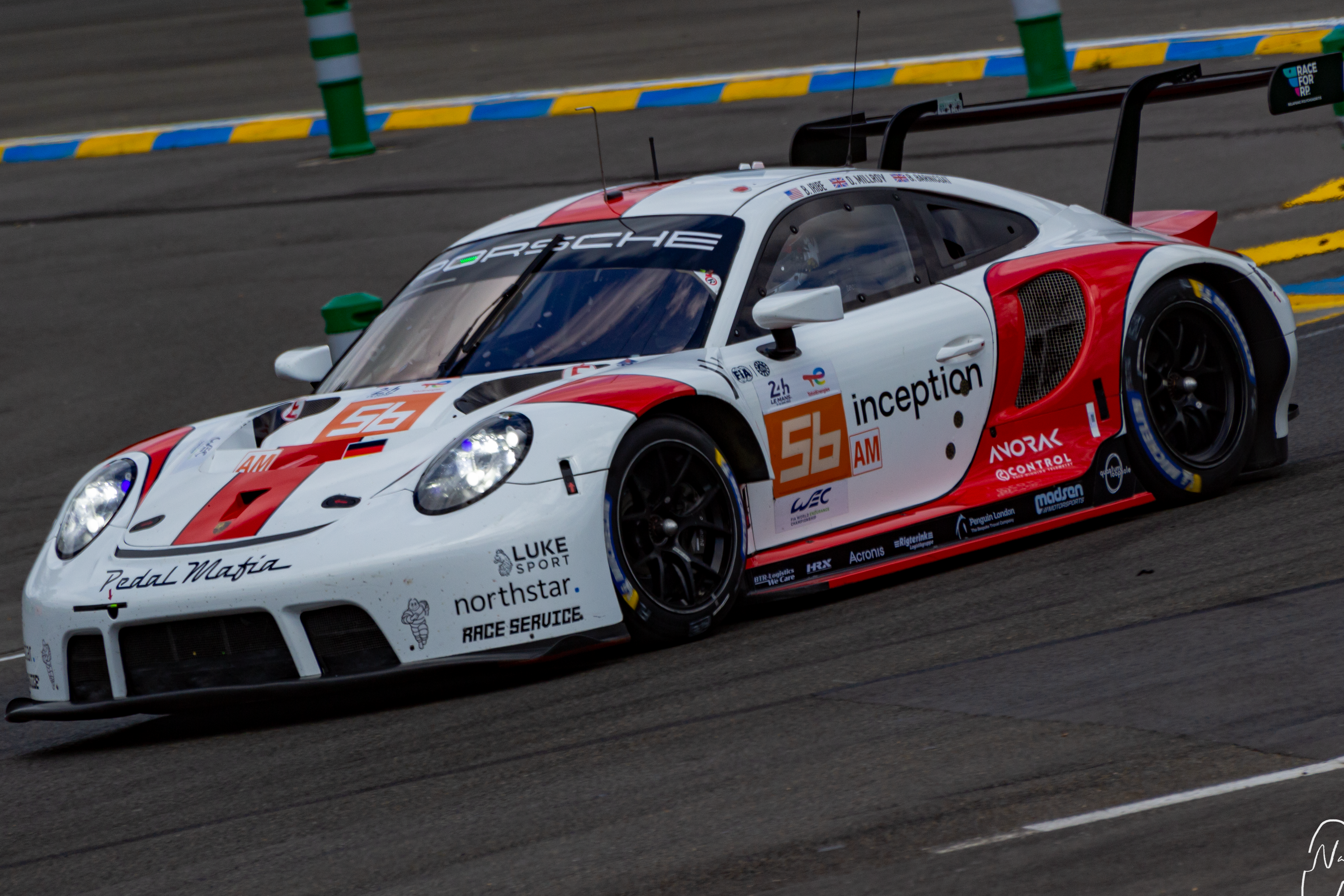
Porsche 911 RSR de Barnicoat en Le Mans 2022.

En 2017 cambió a las carreras de deportivos y resistencia. Compitió ese año y el siguiente en Blancpain GT Series y GT Británico, para luego trasladarse a LMP2. El británico fue subcampeón de Asian Le Mans Series en 2019-20, donde compitió con Carlin junto a Harry Tincknell y Jack Manchester, y juntos finalizaron a un punto de los campeones.
Tras una temporada 2020 sin un asiento a tiempo completo, en 2021 compitió en GT World Challenge Europe y Asian Le Mans Series. Al año siguiente, se trasladó parcialmente a Estados Unidos para competir en IMSA SportsCar Championship junto a Vasser Sullivan Racing, al comando de un Lexus RC F GT3. A lo largo del año, obtuvo dos victorias en GTD Pro junto a Jack Hawksworth, además de una en GTD, y fue finalmente subcampeón. Al mismo tiempo, compitió en la clase LMGTE Am del Mundial de Resistencia, donde subió a algunos podios con Team Project 1, y ganó el título de GT en la Asian Le Mans Series. En 2023, la dupla Barnicoat y Hawksworth ganaron el campeonato IMSA GTD Pro.

## Resultados

### Campeonato de Fórmula 3 de la FIA
(Clave) (negrita indica pole position) (cursiva indica vuelta rápida puntuable)

| Año  | Escudería          | 1    | 1    | 2    | 2    | 3   | 3   | 4    | 4    | 5    | 5    | 6   | 6   | 7   | 7   | 8   | 8   | 9   | 9   | Pos. | Puntos | Ref.  |
| ---- | ------------------ | ---- | ---- | ---- | ---- | --- | --- | ---- | ---- | ---- | ---- | --- | --- | --- | --- | --- | --- | --- | --- | ---- | ------ | ----- |
| 2020 | Carlin Buzz Racing | SPI1 | SPI1 | SPI2 | SPI2 | BUD | BUD | SIL1 | SIL1 | SIL2 | SIL2 | BAR | BAR | SPA | SPA | MNZ | MNZ | MUG | MUG | 22.º | 1      | [ 6 ] |
| 2020 | Carlin Buzz Racing |      |      |      |      |     |     | 20   | 12   | 10   | Ret  |     |     |     |     |     |     |     |     | 22.º | 1      | [ 6 ] |